# Carta 77

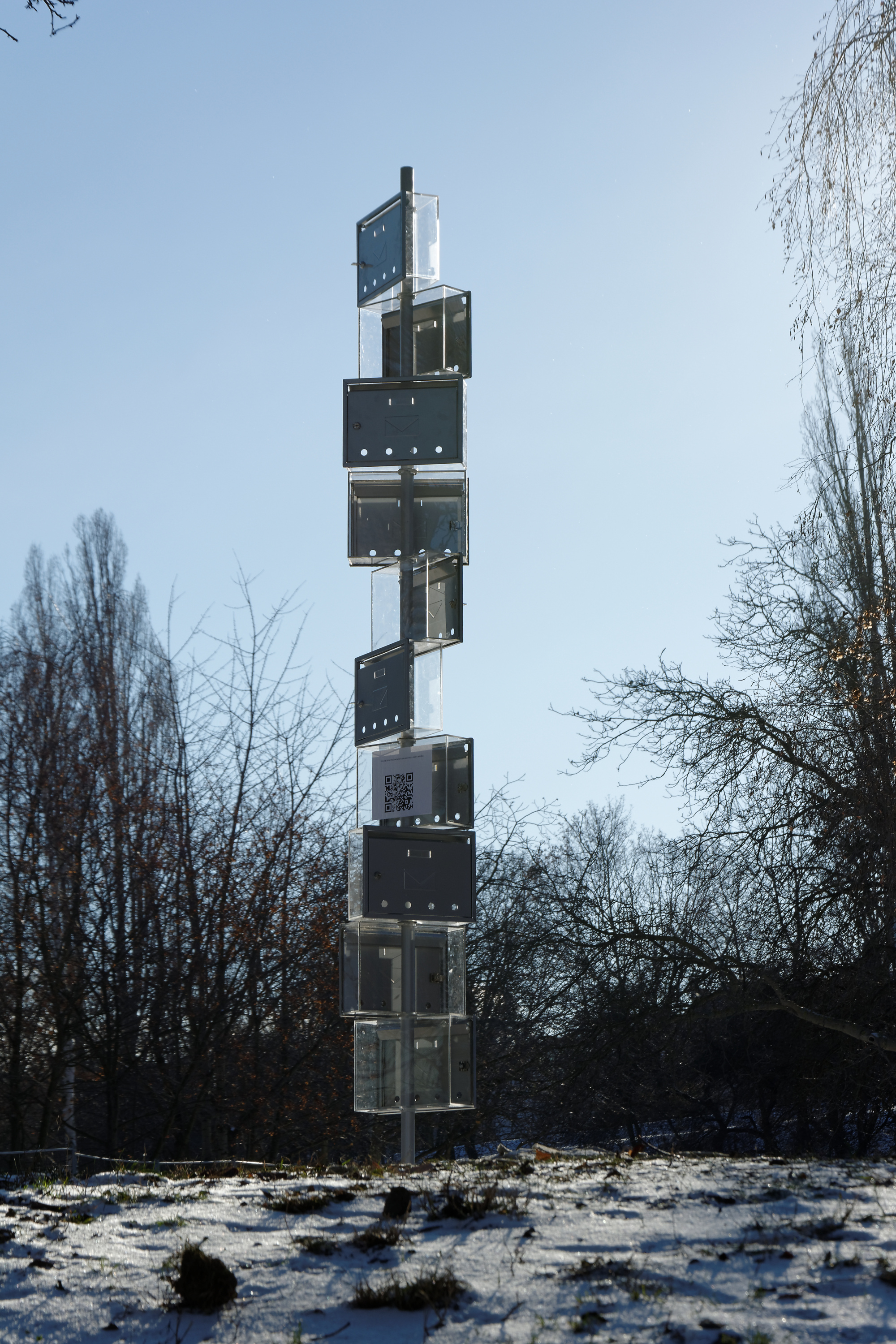
Monumento aos signatários da carta, composto de um alto poste com uma série de cartazes a diversas alturas e com diferentes orientações

A Carta 77 foi uma declaração que pedia aos dirigentes comunistas da Checoslováquia que respeitassem não só as suas próprias leis, mas também os princípios de direitos humanos declarados nos Acordos de Helsínquia, dos quais o governo checo era parte. Foi dada a conhecer em 6 de janeiro de 1977 e foi assinada por 241 personalidades da vida cultural checoslovaca. Difundir tal manifesto foi considerado um crime pelo regime.
Em 1968, o governo comunista da Checoslováquia tinha-se proposto desenvolver um "socialismo mais humano"; no entanto, tal não foi apreciado pela União Soviética, que decidiu levar a cabo a invasão da Checoslováquia em agosto de 1968. Durante o governo de Gustáv Husák foram presos, em dezembro de 1976, os membros da banda de rock psicadélico Plastic People of the Universe por "perturbar a ordem pública", o que motivou os signatários, um grupo de artistas, escritores e músicos, a pedir a sua liberdade.
A Carta 77, cujo primeiro porta-voz foi Václav Havel, e na qual participou o fenomenólogo Jan Patocka, foi o primeiro núcleo de resistência organizada contra o regime, seguido por "não marxistas" e gente da chamada "zona cinzenta", ou gente das estruturas oficiais, e era composta por uma multidão de pessoas que estavam contra o regime mas que não manifestavam abertamente a sua oposição por receio de perder o seu emprego.
Os efeitos da Carta 77 foram vistos posteriormente: Havel foi preso, mas a pacífica Revolução de Veludo, alguns anos depois, teve o apoio da maior parte da sociedade, e no outono de 1989 o regime totalitário da Checoslováquia cairia, e Václav Havel seria eleito Presidente da República em 29 de dezembro de 1989.